# Abatacept
Abatacépt (pod tržnim imenom Orencia) je fuzijski protein, pridobljen s tehnologijo rekombinantne DNK, ki se uporablja za zdravljenje aktivnega revmatoidnega artritisa pri odraslih bolnikih z nezadostnim odzivom ali intoleranco za zdravljenje z drugimi imunomodulirajočimi protirevmatičnimi zdravili, močno aktivnega in progresivnega revmatoidnega artritisa, psoriaznega artritisa ter poliartikularnega juvenilnega idiopatskega artritisa. Zdravilo se uporablja v kombinaciji z metotreksatom, razen v primeru neprenašanja metotreksata ali če zdravljenje z metotreksatom ni primerno iz drugih razlogov.

## Medicinska uporaba
Abatacept je v kombinaciji z metotreksatom odobren za zdravljenje nekaterih vrst artritisa, in sicer:
- zmernega do hudega aktivnega revmatoidnega artritisa pri odraslih bolnikih z nezadostnim odzivom na predhodno zdravljenje z enim ali več zdravili iz skupine imunomodulirajočih protirevmatičnih zdravil, vključno z metotreksatom ali zaviralcem tumorje nekrotizirajočega faktorja-alfa;
- močno aktivne in progresivne bolezni pri odraslih bolnikih z revmatoidnim artritisom, ki se predhodno še niso zdravili z metotreksatom;
- aktivnega psoriaznega artritisa pri odraslih bolnikih z nezadostnim odzivom na predhodno zdravljenje z imunomodulirajočimi protirevmatičnimi zdravili, pri katerih dodatno sistemsko zdravljenje psoriaznih kožnih sprememb ni potrebno;
- zmernega do hudega aktivnega poliartikularnega juvenilnega idiopatskega artritisa pri pediatričnih bolnikih, starih 6 let in starejših, z nezadostnim odzivom na predhodno zdravljenje z imunomodulirajočimi protirevmatičnimi zdravili.

Abatacept se lahko uporablja v monoterapiji v primeru neprenašanja metotreksata ali če zdravljenje z metotreksatom iz drugih razlogov ni primerno.

## Kontraindikacije
Abatacept se ne sme uporabiti pri bolnikih s preobčutljivostjo na učinkovino ali katerokoli pomožno snov zdravila ter pri tistih s hudo in nenadzorovano okužbo, kot je sepsa, ali priložnostno (oportunistično) okužbo.

## Neželeni učinki
Med pogoste neželene učinke spadajo povečano tveganje za okužbe, glavobol, povišan krvni tlak, omotica, izpuščaj, prebavne težave,razjede v ustni votlini, aftozni stomatitis, kašelj, utrujenost, astenija, nenormalni izvidi testov jetrne funkcije. Povečana dovzetnost za okužbe je posledica zaviranja imunskega sistema.

## Mehanizem delovanja
Abatacept vpliva na aktivacijo limfocitov T, ki je pomemben mehanizem pri nastanku in vztrajanju revmatoidnega artritisa. Aktivacijo limforcitov T zavre posredno, preko vezave na periferni membranski protein antigen predstavitvenih celic. Za polno aktivacijo limfocitov T sta potrebna vsaj dva signala antigen predstavljajočih celic: spoznava specifičnega antigena s T-receptorsko celico in kostimulacijski signal. Drugi, kostimulacijski signal poteka po eni ali več kostimulacijskih poteh. Glavna kostimulacijska pot vključuje vezavo CD80 in CD86 molekul na površino antigen predstavljajočih celic za CD28 receptor na limfocitih T. Abatacept s specifično vezavo na CD80 in CD86 selektivno zavira to kostimulacijsko pot.